# No Pior dos Casos
No Pior Dos Casos, originalmente Worst-Case Scenario, é uma série de televisão sobre habilidade de sobrevivência apresentada por Bear Grylls no Discovery Channel. Na série, Bear Grylls demonstra como sobreviver a diferentes cataclismos naturais, desastres realizados pelo homem, e outras situações inesperadas. Nesta série Bear usa habilidades que aprendeu nas Forças especiais e 21 SAS, na qual estão incluídas defesa pessoal, direção evasiva, parkour, sobrevivência selvagem e urbana.

## Episódios
A seguir uma lista de episódios da série.

### 1ª Temporada (2010)
|    | Título Original                     | Título no Brasil                               |
| -- | ----------------------------------- | ---------------------------------------------- |
| 1  | Burning Car/Boating Accident        | Carro em Chamas/Acidente de Barco              |
| 2  | Downed Power Line/Dog Attack        | Queda de Fio de Alta Tensão/Ataque de Cachorro |
| 3  | Earthquake                          | Terremoto                                      |
| 4  | Sinking Car/Rattlesnake Encounter   | Carro Afundando/Cascavel                       |
| 5  | Car Brakes Fail/Physical Attack     | Falha no Freio/Agressão Física                 |
| 6  | Trapped in Extreme Cold             | Preso no Frio Extremo                          |
| 7  | Desert Breakdown/Tarantula          | Pane no Deserto/Tarântula                      |
| 8  | Elevator Plunge/Blackout            | Queda de Elevador/Apagão                       |
| 9  | Mountain Bike Accident/Being Chased | Desastre de Bicicleta/Correr para Viver        |
| 10 | Road Rage/Nightclub Stampede        | Motorista Agressivo/Incêndio em Casa Noturna   |
| 11 | Toxic Gas Leak/Man on Fire          | Vazamento de Gás/Homem em Chamas               |
| 12 | Home Break-In/Terror Threat         | Invasão Domiciliar/Explosão em Prédio          |